# Sepedon bifida
Sepedon bifida är en tvåvingeart som beskrevs av Steyskal 1951. Sepedon bifida ingår i släktet Sepedon och familjen kärrflugor. Inga underarter finns listade i Catalogue of Life.